# 旧利克赛姆
旧利克赛姆（法語：Vieux-Lixheim，法語發音：[vjø liksaim]）是法国摩泽尔省的一个市镇，与利克赛姆相邻，属于萨尔堡-萨兰堡区。 

## 地理
旧利克赛姆（48°46'40"N, 7°7'57"E）面积6.45 平方千米，位于法国大東部大區摩泽尔省，该省份为法国东北部内陆省份，是洛林的一部分，西南接默尔特-摩泽尔省，东临下莱茵省，北与卢森堡和德国接壤。
与旧利克赛姆接壤的市镇（或旧市镇、城区）包括：布鲁维莱尔、伊尔伯赛姆、利克赛姆、雷丹、沙尔巴克、劳维莱尔。
旧利克赛姆的时区为UTC+01:00、UTC+02:00（夏令时）。

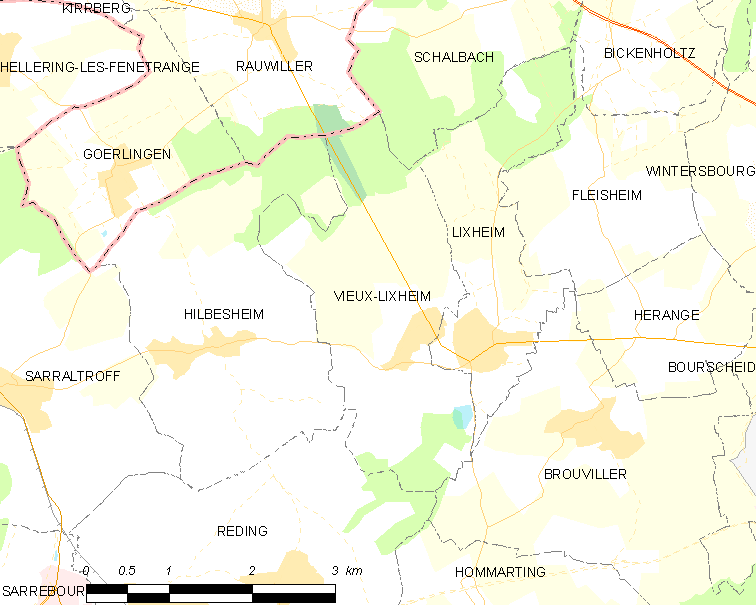
旧利克赛姆的OSM定位图

## 行政
旧利克赛姆的邮政编码为57635，INSEE市镇编码为57713。

## 政治
旧利克赛姆所属的省级选区为萨尔堡县。

## 人口

1962-2008年间旧利克赛姆人口变化图示

旧利克赛姆于2022年1月1日时的人口数量为249人。